# Artère interosseuse antérieure
L'artère interosseuse antérieure (ou artère interosseuse palmaire) est une artère de l'avant-bras.

## Origine
L'artère interosseuse antérieure est la branche terminale antérieure de l'artère interosseuse commune.

## Trajet
L'artère interosseuse antérieure descend sur la face antérieure de la membrane interosseuse de l'avant-bras.
Elle est accompagnée du rameau palmaire du nerf médian
Elle est recouverte par les bords des muscles fléchisseur profond des doigts et long fléchisseur du pouce. Elle fournit des branches musculaires aux muscles de la loge antébrachiale antérieure et à la couche profonde de la loge antébrachiale postérieure, ainsi que les artères nourricières de l'ulna et du radius.
Au niveau du bord supérieur du muscle carré pronateur, elle traverse la membrane interosseuse et s'anastomose avec l'artère interosseuse dorsale.
Elle descend ensuite, accompagnée de la portion terminale du nerf interosseux postérieur, jusqu'à l'arrière du poignet pour rejoindre le réseau carpien dorsal.
L'artère interosseuse antérieure peut donner une branche grêle, l'artère satellite du nerf médian, qui accompagne et vascularise le nerf médian.
Avant de percer la membrane interosseuse, l'artère interosseuse antérieure envoie une branche vers le bas derrière le muscle carré pronateur pour rejoindre le réseau artériel carpien palmaire.